# Championship Lode Runner
Championship Lode Runner est un jeu vidéo de plates-formes développé par Douglas E. Smith et publié par Brøderbund Software en 1983 sur Apple II, Atari 8-bit et Commodore 64. Le jeu fait suite à Lode Runner (1983) dont il reprend à l’identique le système de jeu. Comme dans ce dernier, le joueur contrôle un personnage qui évolue dans des niveaux constitués de différents types de structure (échelles, murs, passerelles) afin de récupérer des lingots tout en échappant aux gardes qui le poursuivent. Le personnage dispose d’un pistolet laser qui lui permet de forer des trous, pour y faire tomber les gardes, ou des murs afin de débloquer de nouveaux passages. Si un garde le touche ou si héros tombe dans un de ses trous, le joueur perd une vie et doit recommencer au début du niveau. S’il parvient à récupérer tous les lingots, une échelle apparait et lui permet d’accéder au niveau suivant. Championship Lode Runner est composé de cinquante niveaux inédit, plus difficiles que ceux du jeu original. Après avoir terminé ces cinquante niveaux, le joueur obtient un mot de passe grâce auquel il peut obtenir un « certificat de champion » personnalisé auprès de Brøderbund Software.